# Dwayne Cameron
Pour les articles homonymes, voir Cameron.
Dwayne Cameron (né le 28 octobre 1981) est un acteur néo-zélandais. Il est plus connu pour avoir tenu le rôle principale dans la série The Tribe, il jouait le rôle de Bray.

## Filmographie

### Cinéma
- 1998 : One of Them : Rusty
- 2003 : Bad Trip : Paul
- 2005 : Cockle : Cockle
- 2007 : No Destination : Troy
- 2018 : Code 211 (211) : Steve MacAvoy
- 2020 : Disturbing the Peace de York Alec Shackleton : Diesel

### Télévision
- 1997 : Amazon High : Leon
- 1999 : A Twist in the Tale : Chris (1 épisode
- 1999-2001 : The Tribe : Bray (153 épisodes)
- 2000 : Possum Hunter : rob
- 2001-2003 : Mercy Peak : Gus Van der Velter (11 épisodes)
- 2002 : Dark Knight : Mordred (1 épisode)
- 2002 : Love Bites : Barman John (1 épisode)
- 2002 : Street Legal : James Peabody (13 épisodes)
- 2004 : Power Rangers Dino Thunder : Derrick (1er épisode)
- 2005 : Power Rangers S.P.D : Dru Harrington (1er épisode)
- 2007 : Power Rangers : Opération Overdrive : Ranger de Mercure

## Sources & références
- (en) Cet article est partiellement ou en totalité issu de l’article de Wikipédia en anglais intitulé « Dwayne Cameron » (voir la liste des auteurs).